# European Coordination for Accelerator Research and Development
| EuCARD                                                       | |
| European Coordination for Accelerator Research & Development | |
| Parole chiave                                                | Acceleratore, LHC, Acceleratore di particelle, Superconduttore, FP7, Ricerca, Sviluppo, Ricerca&Sviluppo, Europa, Magneti, Collimatori, Radiofrequenza, Collisionatori per neutrini, Muoni |
| Obiettivo                                                    | Eucard contribuirà alla formazione di una area europea di ricerca nella scienza degli acceleratori, creando un laboratorio distribuito attraverso l'Europa. Eucard sarà dedicato al rinnovo delle infrastrutture degli acceleratori europei, continuando alle stesso tempo a rafforzare la collaborazione tre i suoi partecipanti e a sviluppare sinergie con i partner industriali. |
| Partecipanti                                                 | European Organization for Nuclear Research (CERN) (coordinator), Austrian Research Centers GmbH(ARC), Helmholtz-Zentrum Berlin für Materialien und Energie (HZB), Budker Institute of Nuclear Physics (BINP), Commissariat à l'Énergie Atomique (CEA), Centro de Investigaciones Energéticas, Medioambientales y Tecnológicas (CIEMAT), National de la Recherche Scientifique (CNRS), Columbus Superconductors SpA(COLUMBUS), Instituto de Fisica Corpuscular (Consejo Superior de Investigaciones Cientificas – Universitat de València) (CSIC), Deutsches Elektronen-Synchrotron (DESY), Bruker HTS GmbH Archiviato il 28 luglio 2011 in Wikiwix.(BHTS), Polytechnique Fédérale de Lausanne (EPFL), Forschungszentrum Dresden-Rossendorf E.V.(FZD), Forschungszentrum Karlsruhe GmbH Archiviato il 4 aprile 2008 in Internet Archive. (FZK), Gesellschaft für Schwerionenforschung GmbH (GSI), The Henryk Niewodniczanski Institute of Nuclear Physics Polish Academy of Sciences (IFJ PAN), Istituto Nazionale di Fisica Nucleare (INFN), The Andrzej Soltan Institute for nuclear studies in Swierk (IPJ), Politecnico di Torino (POLITO), Paul Scherrer Institut (PSI), Politechnika Wrocławska (PWR), Royal Holloway University of London (RHUL), Russian Research Center “Kurchatov Institute” (RRC KI), University of Southampto n (SOTON), Science and Technology Facilities Council (STFC), Technical University of Łódź (TUL), Tampere University of Technology (TUT), Helsingin Yliopisto (University of Helsinki) (UH), Université Joseph Fourier Grenoble(UJF), University of Lancaster - Cockcroft Institute(ULANC), University of Malta (UM), Université de Genève (UNIGE), University of Manchester - Cockcroft Institute (UNIMAN), The Chancellor, Masters and Scholars of the University of Oxford (UOXF-DL), Universitäte Rostock (UROS), Uppsala Universitet (UU), Politechnika Warszawska (WUT), |
| Budget                                                       | totale 31 milioni di euro, di cui 10 milioni di euro di fondi europei |
| Durata                                                       | 1º aprile 2009 - 30 marzo 2013 |
| Sito web                                                     | https://cern.ch/EuCARD/ |

EuCARD (European Coordination for Accelerator Research and Development) è un progetto co-sponsorizzato dal Settimo Programma Quadro della Commissione Europea. Iniziato il 1º aprile 2009, comprende 37 soci europei, coordinati dal CERN.

## Concetto
Gli acceleratori di particelle, simili a enormi microscopi, ci danno informazioni preziose sui costituenti di base della natura (materia, forze, energia). Grazie al Large Hadron Collider (LHC), la fisica delle particelle e la cosmologia sono alle soglie di una nuova era di scoperte, ricreando le condizioni presenti nei primi momenti dopo il Big Bang. Gli acceleratori di particelle non sono soltanto strumenti fondamentali nella ricerca di base, ma permettono anche avanzamenti significativi nel campo delle immagini a scopo medico (medical imaging), la cura di alcuni tipi di tumori, sviluppi della biologia, della scienza dei materiali e numerose applicazioni industriali.
Con una tale ricchezza di applicazioni tecnologiche e una vasta diversità di domini scientifici basati sulla fisica e tecnologia degli acceleratori, il gruppo di strategia europea per la fisica delle particelle (European Strategy Group for Particle Physics) ha selezionato alcune aree di ricerca ad alta priorità come i magneti ad alto campo, la superconduttività e gli acceleratori lineari. Grazie al progetto CARE, i partner di EuCARD operano in sinergia per fare avanzare la ricerca europea in fisica delle particelle e per migliorare le infrastrutture esistenti. 

## Ricerca e sviluppo
Gli ingredienti essenziali nella scienza degli acceleratori sono la capacità di dirigere, stabilizzare, e accelerare le particelle elementari. Date queste tecnologie, le prestazioni sono limitate da una serie di fenomeni diversi. Attualmente, i limiti fondamentali sono dati dalle tecnologie esistenti, e attività di ricerca e sviluppo in questi campi sono presenti su scala planetaria.
Per curvare e focalizzare fasci di particelle ad alta energia è necessario avere a disposizione potenti magneti che devono essere basati sulla tecnologia dei superconduttori. Il limite attuale è un campo magnetico di 10 Tesla, pari a 20000 volte il campo terrestre. EuCARD esplorerà la possibilità di utilizzare diversi materiali: Niobio-tri-stagno (Nb3Sn), che dovrebbe permettere campi fino a 13-15 Tesla, con un inserto in HTS (superconduttori ad alta temperature) che potrebbe fare raggiungere 20 Tesla. Questi superconduttori sono meccanicamente fragili e rappresentano una formidabile sfida tecnologica per raggiungere le estreme condizioni operative richieste in un magnete per acceleratori.
La domanda di fasci sempre più intensi ed energetici pone i collimatori, responsabili della protezione della macchina, sul cammino critico, richiedendo più efficienza e robustezza. EuCARD svilupperà e costruirà dei prototipi usando una vasta gamma di materiali per soddisfare le stringenti specifiche.
Il prossimo grande acceleratore di particelle potrebbe essere un acceleratore lineare di elettroni, che presenta il vantaggio di ridurre le perdite dovute alla curvatura del fascio. I punti critici di tali tecnologie sono l'accelerazione del fascio e la sua stabilizzazione, sia nel caso superconduttivo che nel caso resistivo basato su due fasci. EuCARD darà un contributo a questa ricerca, beneficiando delle sinergie con reti internazionali di esperti.
EuCARD sarà anche dedicato allo studio di nuovi concetti di acceleratori su un vasto ventaglio di tecnologie e principi fisici.

## Reti e accessi transnazionali ai laboratori
Gli acceleratori di particelle sono strumenti grandi e complessi. È solo attraverso la sinergia di diverse competenze di numerosi esperti che questa complessità può essere gestita con successo. La rete EuCARD per l'attività scientifica e la comunicazione offre piattaforme comuni dove fisici e ingegneri di diversi campi possono condividere le loro esperienze, discutere i risultati, sperimentare nuove idee e organizzare collaborazioni. La rete è dedicata a installazioni per la fisica del neutrino, alle prestazioni degli acceleratori e tecnologie di radiofrequenze, e alla diffusione dei risultati.
Nello stesso spirito, due nuove installazioni, MICE (International Muon Ionization Cooling Experiment), un anello di accumulazione di muoni e HighRadMat, una stazione di test per un fascio di particelle pulsate, sono aperti alle comunità scientifica, nel quadro del sostegno europeo all'accesso transnazionale.

## Progetti collegati
EuCARD è collegato a numerosi progetti sponsorizzati dalla Unione Europea e a diversi progetti di acceleratori (https://cern.ch/EuCARD/about/related_projects/)